# Carolin Gerbothe

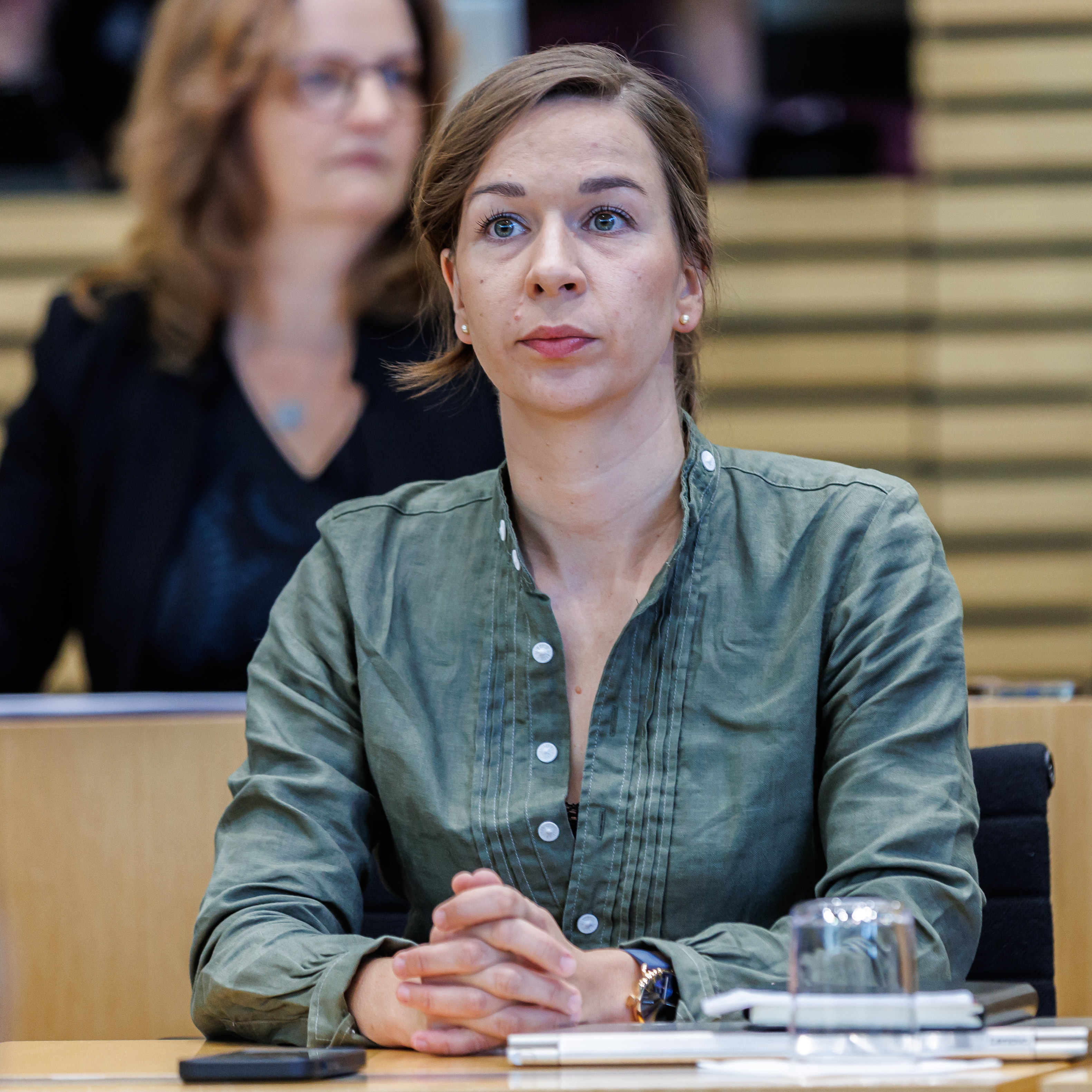
Carolin Gerbothe (2024)

Carolin Gerbothe (* 14. November 1991 in Nordhausen) ist eine deutsche Politikerin (CDU). Sie ist seit 2024 Mitglied des Thüringer Landtags.

## Leben
Nach dem Ablegen des Abiturs 2011 folgte ein Studium der Agrarwissenschaft an der Martin-Luther-Universität Halle-Wittenberg, welches sie 2019 mit einem Master of Science abschloss. Ab 2016 arbeitete Gerbothe als Projektmitarbeiterin im Landratsamt Nordhausen, ab 2020 war sie als Quereinsteigerin an einer Staatlichen Berufsbildenden Schule in Schwerstedt als Lehrkraft tätig. 2023 legte sie das zweite pädagogische Staatsexamen ab und wurde zur Studienrätin ernannt.
Gerbothe lebt in Obersachswerfen, ist evangelisch, ledig und hat ein Kind.
Gerbothe trat 2014 in die Junge Union und 2015 in die CDU ein, seit 2015 ist sie stellvertretende Kreisvorsitzende der CDU Nordhausen. Von 2019 bis 2021 war sie Vorsitzende des CDU-Landesfachausschusses „Ländlicher Raum“, seit 2022 ist Gerbothe Beisitzerin im Landesvorstand der CDU Thüringen. Seit 2024 ist sie stellvertretende Vorsitzende der CDU-Fraktion im Kreistag Nordhausen.
Bei der Landtagswahl in Thüringen am 1. September 2024 zog Gerbothe über die Landesliste der CDU in den Thüringer Landtag ein, zudem war sie im Wahlkreis Nordhausen I als Direktkandidatin angetreten.